# اندیس خاک صنعتی سوراوجین
خاک صنعتی سوراوجین یک اندیس غیرفلزی است که در استان قزوین قرار دارد و مادهٔ معدنی موجود در آن، خاک صنعتی است. سنگ میزبان این اندیس توفهای سازند کرج است و دیرینگی آن به دوران ائو- الیگومیوسن می‌رسد. در این اندیس، پاراژنز‌های کائولن - هماتیت یافت می‌شوند.